# Хаджиоглу Габровли
Капитан Георги от Габрово, известен и като Хаджиоглу Габровли, е български революционер от началото на ХІХ век.
Той е виден участник във въоръжената антиосманска съпротива на българите, участник в Първото сръбско въстание и водач на български отряд в боевете за Силистра през Руско-турската война 1828 – 1829 г.
За него Стефан Дойнов в монографията си „Българите в Руско-турските войни 1774 – 1856“ пише:
"Георги от Габрово, напуснал бащиното си огнище твърде млад още през 1804 г. когато в Шумадия пламнало първото сръбско въстание, заедно със стотици други българи той се записал „бекярин“ (доброволец от несръбска народност) в един от отредите на Кара Георги Петрович".
Кап. Георги се включва в Българските отряди, действащи заедно с русите в Руско-турската война (1828 – 1829) г. в боевете за Силистра Кап. Хаджиоглу Габровли, загубил в сражението и двете си ръце, продължава да води четата на предвожданите от него български доброволци в боя срещу турския поробител, неговият подвиг е типичен за българите, сражаващи се срещу османците тогава, кап. Иванчо, загубил и двата си крака по време на боя, заповядва да го завържат за седлото и продължава да се сражава с турците.